# Мария (алмаз)

Алмаз «Мария»

Мари́я — уникальный алмаз в 105,98 карат, найденный в кимберлитовой трубке «Мир» в 1966 году. Является первым советским алмазом, который по массе превысил 100 карат. Он назван в честь ветерана алмазодобывающей промышленности Марии Марковны Коненкиной, нашедшей этот алмаз во время обогащения кимберлитов. Хранится в Алмазном фонде Московского Кремля.

## Описание
Алмаз найден Марией Марковной Коненкиной на обогатительной фабрике № 3 из кимберлита трубки «Мир» в ночь с 10 на 11 ноября 1966 г. Она была приглашена министром финансов СССР в Москву на выставку «Сокровища Алмазного фонда СССР», где вторично встретилась со своим камнем.

Мария Коненкина вспоминала: «Увидела я жёлтенький такой камешек. «Ты смотри-ка, — говорю, откуда канифоль взялась?» Подняла — да нет, для канифоли тяжеловат. Алмаз? Вроде и непохож. Он ведь грязный был. Пошли показать Светлане Ивановне Тамкиной, мастеру. Правда, алмаз. Все кругом собрались, смотрят, ощупывают. Большой больно. Потом оказалось, 106 карат весит. Кончилась смена, поехали мы домой. И тут в автобусе сказали, что кристалл решили назвать «Мария». Моим, значит, именем. До сих пор удивляюсь — за что?»— Мирнинский рабочий, 1967, 1 января
Размеры алмаза 25×25×14 мм. Алмаз представляет собой обломок октаэдрического кристалла, грани которого покрыты тригональными пирамидами и дитригональными впадинами.
Алмаз прозрачный с лимонно-желтоватым оттенком.